# Сенево (Тульская область)
Сенево — село в Тульской области России. С точки зрения административно-территориального устройства административный центр в Сеневского сельского округа Алексинского района. В плане местного самоуправления входит в состав муниципального образования город Алексин.

## География
Сенево  находится в северо-западной части региона, в пределах северо-восточного склона Среднерусской возвышенности, в подзоне широколиственных лесов, у реки Крушма, по автодороге регионального значения 70К-005, к юго-западу от дер. Душкино, на равном расстоянии от Тулы и Алексина — 15 км.

### Климат
Климат на территории Сенево, как и во всём районе, характеризуется как умеренно континентальный, с ярко выраженными сезонами года. Средняя температура воздуха летнего периода — 16 — 20 °C (абсолютный максимум — 38 °С); зимнего периода — −5 — −12 °C (абсолютный минимум — −46 °С).
Снежный покров держится в среднем 130—145 дней в году.
Среднегодовое количество осадков — 650—730 мм.

## История
До революции 1917 года относилось к Широносовской волости Алексинского уезда.
В селе имелась собственный приход, в котором кроме села числились деревни: Шутилово, Щукино и Нелюбово. Всего было прихожан 360 человек мужского пола и 385 женского. Кроме земледелия многие жители занимались работами на лесных пристанях реки Оки и каменно-угольных шахтах.
Также здесь находилось имение, ранее Кисловских, а затем барона Бугсгевдена. Старинная обширная барская усадьба, пришедшая в упадок уже в конце XIX века.

## Население
| 1859 | 1915 | 2002 | 2010 |
| ---- | ---- | ---- | ---- |
| 210  | ↗231 | ↗480 | ↗544 |

### Национальный состав
Согласно результатам переписи 2002 года, в национальной структуре населения русские составляли 92 % из 480 чел.

## Инфраструктура
Сеневская основная общеобразовательная школа № 21.

## Церковь Преображения Господня
Каменный храм в честь Преображения Господня, с придельными алтарями в честь преподобного Сергия Радонежского и великомученницы Варвары, построены в 1853 году на средства помещицы Варвары Дмитриевны Бибиковой, в память о муже. Штат храма состоял из священника и псаломщика. Для проживания священника имелся церковный дом. В пользовании церкви имелась земля: усадебной — 2 десятины, полевой и сенокосной — 36 десятин.
В настоящее время церковь утрачена.

## Усадьба Бибиковых

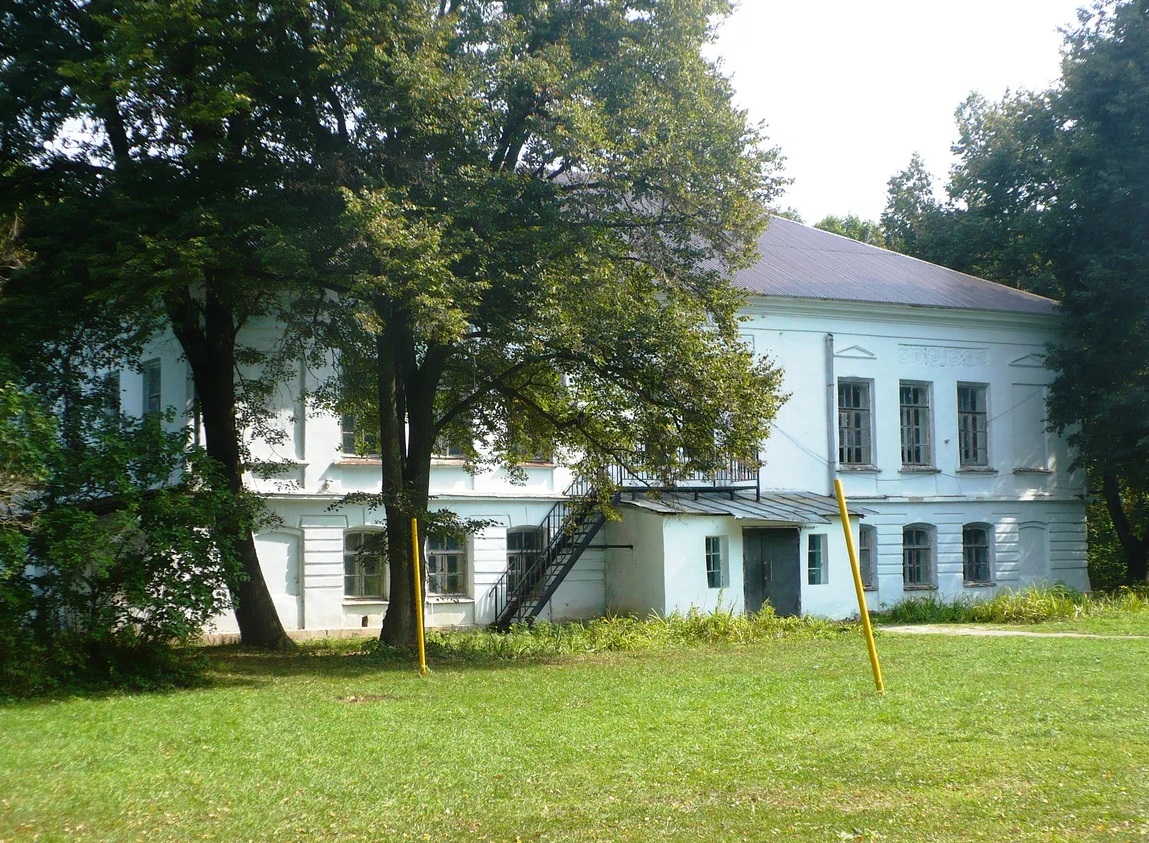
Усадьба Бибиковых

Усадьба известна с середины XVIII века, как имение полковницы Е.Д. Хитрово. Усадьба включала барский дом, парк, пруды. Первый этаж дома, как бы «приземлён» сплошным тяжёлым ленточным рустом, придающим ему зрительную устойчивость. Парадный бельэтаж, напротив, «возвышен». Его гладко оштукатуренные стены прорезаны высокими окнами с расположенными над ними легкими, тонкими фронтончиками и плоскими лежачими нишами с едва уловимой плоской орнаментацией. Благодаря такому распределению всех архитектурных форм стена выглядит пластически неоднородной, на смену монотонности приходит благородная утонченность.
При отмеченном архитектурном своеобразии усадебного дома его композиция подчинена идеальной классицистической схеме: в центре обоих длинных фасадов, выделяя главную ось, были помещены ныне утраченные портики, поддерживающие балконы. Судя по тройным проёмам балконных дверей, портики состояли, вероятно, из четырёх попарно сдвоенных колонн большого ордера, придававших облику дома ощущение одухотворённой приподнятости. Можно предположить, что они были завершены небольшими фронтонами. А может быть, у дома был ещё мезонин или бельведер. Очень уж парадно для простого чердака решена ведущая в него внутренняя лестница, занимающая специальное помещение (часть центрального коридора с полукруглой стеной). С этой площадки просматривался весь пейзажный парк с большим красивым прудом, тонкой сетью дорожек, ведущих к полянам на высоком берегу Крушмы, крутые берега реки и её петляющая серебристая лента. Главный и парковый фасады дома одинаковы. Внутри он имеет круговой обход, то есть анфилада опоясывает весь дом, причём зал с центральной печью занимает угловое положение. За ним вдоль паркового фасада следуют три помещения одинаковых размеров с угловыми печами, — вероятно, это гостиные. Помещения парадного этажа до сих пор украшены белыми кафельными печами и старыми филенчатыми дверьми с изящной каннелированной вставкой.
После революции 1917 года дворянская усадьба была национализирована. Барский дом в стиле классицизм сохранился до наших дней. В настоящее время в нём располагается Сеневская основная общеобразовательная школа. Уцелели усадебный парк с прудом, хозяйственная постройка XIX века. Преображенская церковь 1853 года с приделами Сергия и Варвары, построенная В.Д. Бибиковой в память о муже С. А. Бибикове, утрачена.

## Транспорт
Остановки общественного транспорта «Сенево», «Улица Победы».